# Cap de Juverri
El Cap de Juverri és una muntanya de 2.085 metres que es troba al municipi de Farrera, a la comarca del Pallars Sobirà.